# MAN SG 322
Der MAN SG 322 ist ein Schubgelenkbus, der 2. Generation von VÖV-Standard-Linienbussen bei MAN, der mit einer Stadt- bzw. Überlandfront mit einer einflügligen Frontschwenktür angeboten wurde.
Darüber hinaus gibt es keine wesentlichen Unterschiede zum Modell MAN SG 242. Der MAN SG 322 hat im Gegensatz zu seinem Vorgänger eine höhere Anzahl von Sitzplätzen, einen leistungsstärkeren Motor mit einer Leistung vom 235 kW (320 PS) und eine kleinere Zielanzeige. Im Jahr 1999 wurde der MAN SG 322 wie beim MAN SG 242 durch den MAN SG 313 abgelöst.